# Leobersdorf
Leobersdorf ist eine Marktgemeinde mit 5344 Einwohnern (Stand 1. Jänner 2025) im Bezirk Baden in Niederösterreich.

## Geografie
Leobersdorf liegt am Ausgang des Triestingtales am Rande des Wiener Beckens und wird von der Triesting durchflossen. Die Fläche der Marktgemeinde umfasst 12,34 Quadratkilometer. 15,91 Prozent der Fläche sind bewaldet.

### Nachbargemeinden
| Berndorf             | Bad Vöslau                                  | Kottingbrunn                 |
| Hirtenberg           | Kompassrose, die auf Nachbargemeinden zeigt | Schönau an der Triesting     |
| Enzesfeld-Lindabrunn | Matzendorf-Hölles (Bez. Wr. Neustadt)       | Sollenau (Bez. Wr. Neustadt) |

## Geschichte

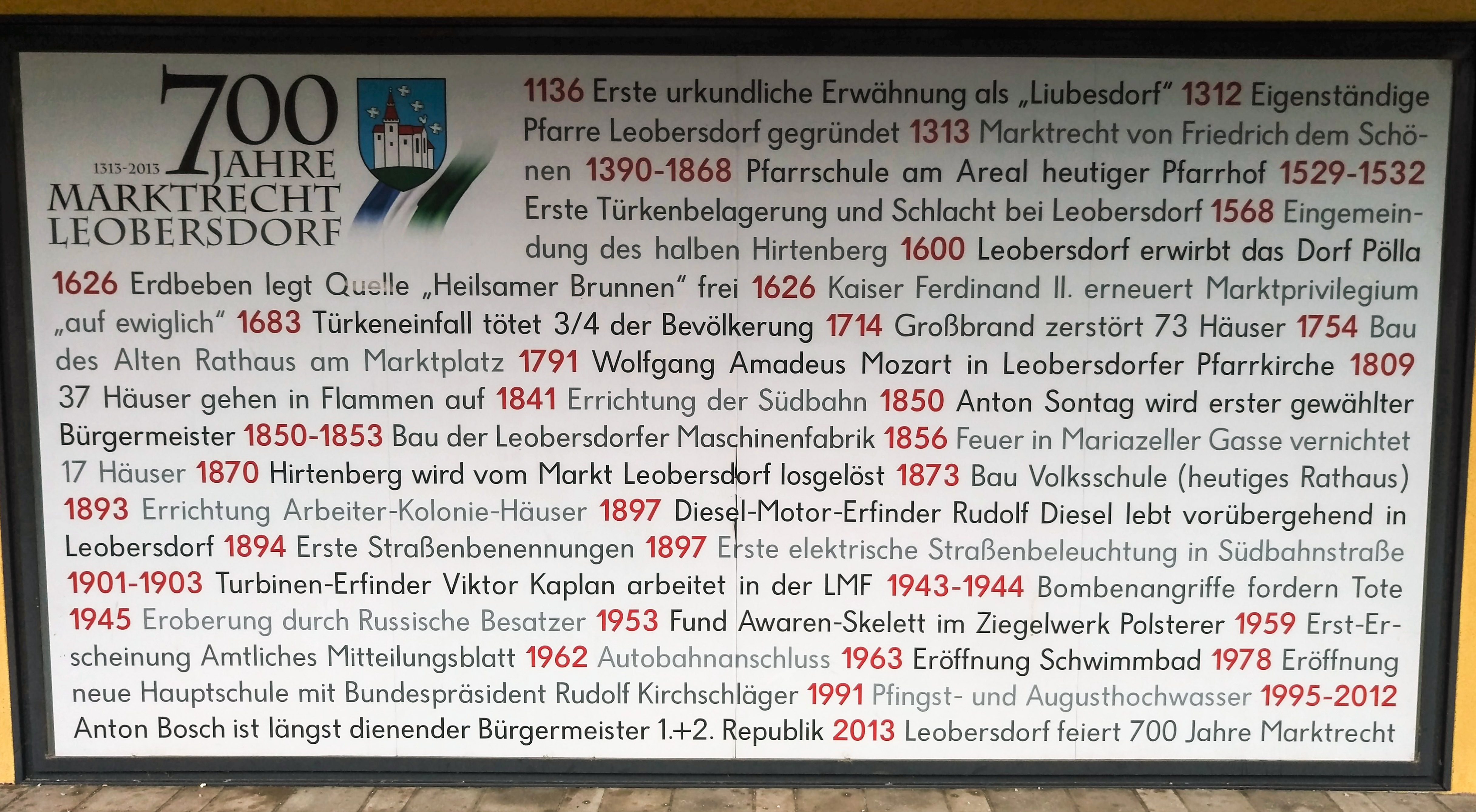
Zusammenfassende Tafel der Geschichte Leobersdorfs im Ortskern

Erste Funde gibt es bereits aus der Zeit von 3000 vor Christus. Um 350 v. Chr. wurde hier eine Norikersiedlung errichtet. Im Jahr 15 n. Chr. wurde das Gebiet von den Römern besetzt. Schon damals bildeten die beiden Straßenverbindungen, die heute entlang der Autobahn und der B18 verliefen einen wichtigen Knotenpunkt.
Forscher des Max-Planck-Instituts für evolutionäre Anthropologie haben eine archäogenetische Studie an menschlichen Überresten von mehr als 700 Menschen aus dem frühen Mittelalter durchgeführt. Die Gräberfelder von Leobersdorf und Mödling und wurden in ihrer Gesamtheit genetisch analysiert. Das Ergebnis war, dass die Individuen aus Leobersdorf überwiegend ostasiatischer Herkunft waren, während die in Mödling Bestatteten überwiegend europäische Vorfahren hatten. Beide Gemeinschaften lebten mindestens sechs Generationen (150 Jahre) nebeneinander. 
Der Ort wird das erste Mal in den Bayrischen Traditionsbüchern von 1165/1174 als Liubetsendorf erwähnt. Fachleute sind sich uneinig ob der Name aus dem slawischen Wort Ljubac oder aus dem keltischen Wort Lewer oder Loben, was so viel wie Grabhügel bedeutet, stammt. Im Laufe der Zeit gab es mehrere verschiedene Schreibweisen, wie Lewbesdorf (1311), oder Leubesdorf (1350), 1588 wurde der Name Leobersdorf gleich wie der heutige Name das erste Mal erwähnt.
Im Jahre 1313 erhielt Leobersdorf von Friedrich dem Schönen das Marktrecht und das Ortswappen, das eine weiße Kirche auf blauen Grund darstellt.
In der Zeit der Babenberger kamen Siedler aus Franken und Bayern und drängten die Ungarn nach Osten zurück. So haben heute noch alte Häuser den Grundriss dieser fränkischen Reihenhöfe.
Wie alle Orte in diesem Gebiet litt auch Leobersdorf sehr unter den Türkenkriegen. Viele Häuser wurden aber auch 1809 durch die französischen Besatzer in Schutt und Asche gelegt.
In der Nähe des Ortes befand sich das offiziell Waffen-SS Arbeitslager Hirtenberg, Gustloff-Werke, Niederdonau genannte Konzentrationslager Hirtenberg, ein Außenlager des KZ Mauthausen. Es war das zweitgrößte Frauenlager in Österreich, insgesamt 402 Gefangene waren darin interniert. Sie mussten Zwangsarbeit in der örtlichen Munitionsfabrik leisten.
Am 2. Februar 2023 wurde die örtliche Winnetou-Wiese (), auf der sich das Lager befand, zwecks Errichtung eines Gewerbeparkes verkauft. Ein Bauunternehmer erwarb die Liegenschaft für insgesamt 15,25 Millionen Euro von der Prisma Liegenschafts GmbH, zu deren Geschäftsführern der Bürgermeister von Leobersdorf, Andreas Ramharter, gehört.

### Bevölkerungsentwicklung
| Leobersdorf: Einwohnerzahlen von 1869 bis 2025      | Leobersdorf: Einwohnerzahlen von 1869 bis 2025 | Leobersdorf: Einwohnerzahlen von 1869 bis 2025 | Leobersdorf: Einwohnerzahlen von 1869 bis 2025 | Leobersdorf: Einwohnerzahlen von 1869 bis 2025 |
| --------------------------------------------------- | ---------------------------------------------- | ---------------------------------------------- | ---------------------------------------------- | ---------------------------------------------- |
| Jahr                                                |                                                |                                                |                                                | Einwohner                                      |
| 1869                                                | 1869                                           |                                                | 1.762                                          | 1.762                                          |
| 1880                                                | 1880                                           |                                                | 1.939                                          | 1.939                                          |
| 1890                                                | 1890                                           |                                                | 2.702                                          | 2.702                                          |
| 1900                                                | 1900                                           |                                                | 3.558                                          | 3.558                                          |
| 1910                                                | 1910                                           |                                                | 4.075                                          | 4.075                                          |
| 1923                                                | 1923                                           |                                                | 3.969                                          | 3.969                                          |
| 1934                                                | 1934                                           |                                                | 3.785                                          | 3.785                                          |
| 1939                                                | 1939                                           |                                                | 3.793                                          | 3.793                                          |
| 1951                                                | 1951                                           |                                                | 3.515                                          | 3.515                                          |
| 1961                                                | 1961                                           |                                                | 3.396                                          | 3.396                                          |
| 1971                                                | 1971                                           |                                                | 3.561                                          | 3.561                                          |
| 1981                                                | 1981                                           |                                                | 3.486                                          | 3.486                                          |
| 1991                                                | 1991                                           |                                                | 3.751                                          | 3.751                                          |
| 2001                                                | 2001                                           |                                                | 4.150                                          | 4.150                                          |
| 2011                                                | 2011                                           |                                                | 4.721                                          | 4.721                                          |
| 2021                                                | 2021                                           |                                                | 5.065                                          | 5.065                                          |
| 2025                                                | 2025                                           |                                                | 5.344                                          | 5.344                                          |
| Quelle(n): Statistik Austria, Gebietsstand 1.1.2021 |                                                |                                                |                                                |                                                |

## Kultur und Sehenswürdigkeiten
- Katholische Pfarrkirche Leobersdorf hl. Martin: Die Kirche ist Teil des Wappens von Leobersdorf. Sie steht im ältesten Kern des Ortes und lässt sich bis zu Zeiten des Römischen Reiches zurückverfolgen.
- Heilsamer Brunnen Leobersdorf: Im Süden von Leobersdorf war wegen der ihm nachgesagten heilsamen Wirkung ab 1623 ein beliebter Wallfahrtsort.
- Der Matschakerhof in der Feldgasse dürfte schon im Mittelalter als Postamt gedient haben.
- Die Alte Gemeinde entstand wahrscheinlich im 16. Jahrhundert.
- Westlich der Südautobahn befindet sich der Aquädukt Leobersdorf der I. Wiener Hochquellenwasserleitung.

## Wirtschaft und Infrastruktur
Im Jahr 2023 ist Leobersdorf aufgrund seiner verkehrstechnisch günstigen Lage ein Industrieort. Zu den alten Betrieben, wie dem Ziegelwerk und der Leobersdorfer Maschinenfabrik, kam der Gewerbepark Aredpark dazu. Mehr Bekanntheit erlangte es über das Outletcenter Leoville, das im Jahr 2005 fertiggestellt, aber 2008 wieder geschlossen wurde.
Im Jahr 2001 gab es 303 nicht-landwirtschaftliche Arbeitsstätten, eine Erhebung 1999 ergab 44 land- und forstwirtschaftliche Betriebe. 1888 Personen waren bei der Volkszählung 2001 am Wohnort erwerbstätig. Die Erwerbsquote lag 2001 bei 46,68 Prozent. Im Jahresdurchschnitt 2003 gab es im Ort 25 Arbeitslose.

### Verkehr

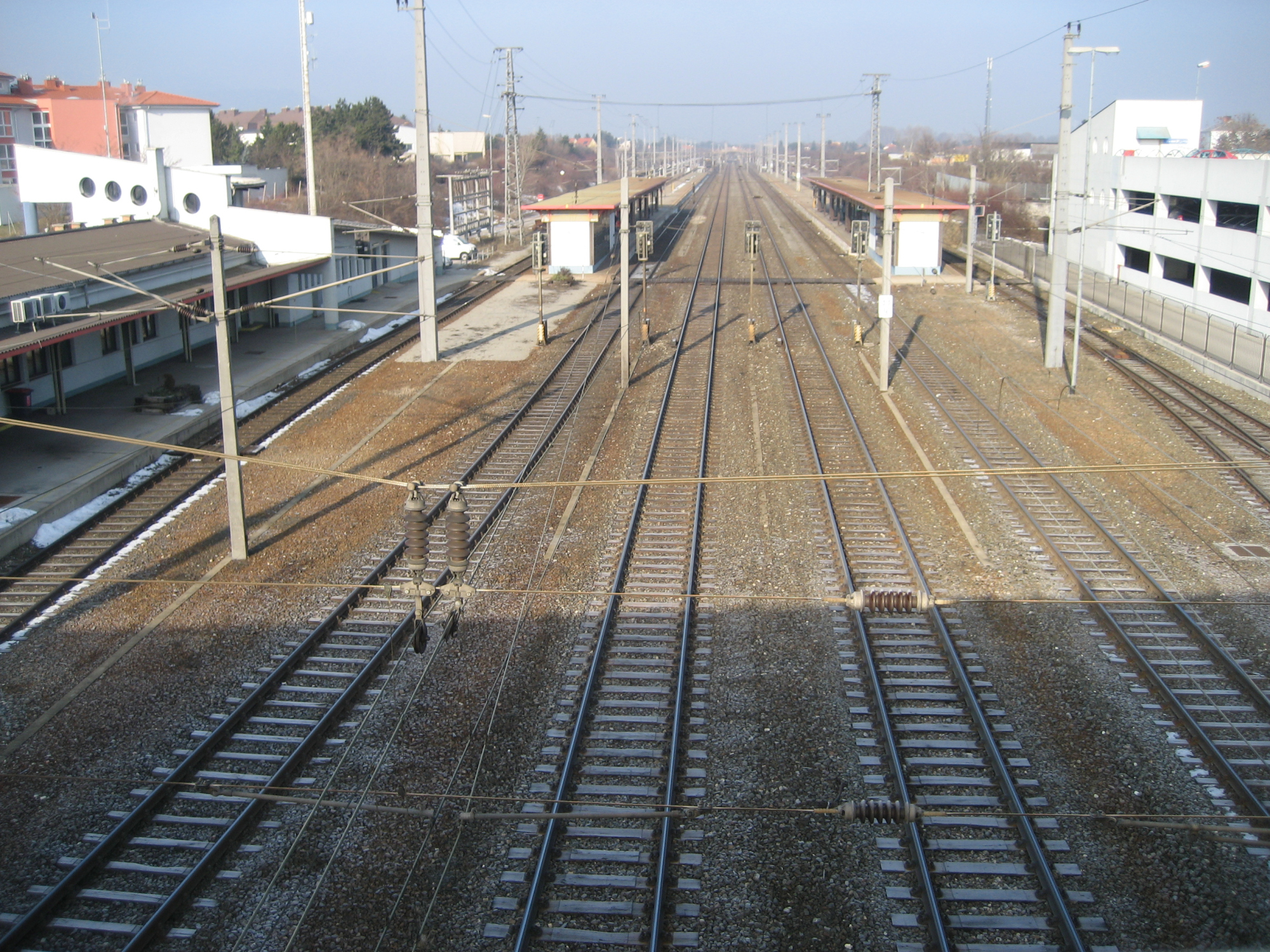
Gleisanlagen und Bahnsteige im Bahnhof Leobersdorf, links das Aufnahmsgebäude.

- Eisenbahn: Im Bahnhof Leobersdorf wird die Leobersdorfer Bahn (die ursprüngliche Bezeichnung war „Niederösterreichische Südwestbahn“) nach Sankt Pölten Hbf in die Südbahn eingebunden. Von dem im Ortsbereich gelegenen Bahnhof Wittmannsdorf zweigte die Gutensteinerbahn ab, auf der seit 1997 der Personenverkehr bis zum Bahnhof Wöllersdorf eingestellt ist und später nur mehr gelegentlich Güterzüge verkehrten. Die Strecke zwischen Wittmannsdorf und Wöllersdorf wurde im Februar und März 2015 abgetragen.[4] Während also Leobersdorf früher gleich zwei bedeutende Eisenbahn–Verkehrsknoten hatte, existiert davon nur mehr der Bahnhof Leobersdorf.
- Ehemalige Lokalbahn Ebenfurth–Wittmannsdorf: Auf Basis der zu Gunsten von Sir Paul Eduard Ritter von Schoeller[5] ausgestellten Concessionsurkunde vom 15. August 1882, für die ‚Locomotivbahn von Wittmannsdorf nach Ebenfurth‘[6][7] (zur kommissionellen Verhandlung sowie politischen Begehung siehe:[8]) war, nach technisch-polizeilicher Prüfung am 20. August 1883[9] vom 23. August 1883[10][11][12][13] bis 30. September 1956, Leobersdorf im Bahnhof Wittmannsdorf überdies mit der Lokalbahn Ebenfurth–Wittmannsdorf (15,2 Kilometer[14]) verbunden[Anmerkung 1][15], die vorwiegend dem Güterverkehr diente; bis April 1945 wurde überdies Personenverkehr abgewickelt.
- Straße: An der Südautobahn A2 besteht eine eigene Autobahnabfahrt. Die Hainfelder Straße B18 von Günselsdorf nach Traisen führt in Ost-West-Richtung durch Leobersdorf.

### Bildung
In der Gemeinde gibt es vier Kindergärten, eine Volksschule und eine Neue Mittelschule.

## Politik

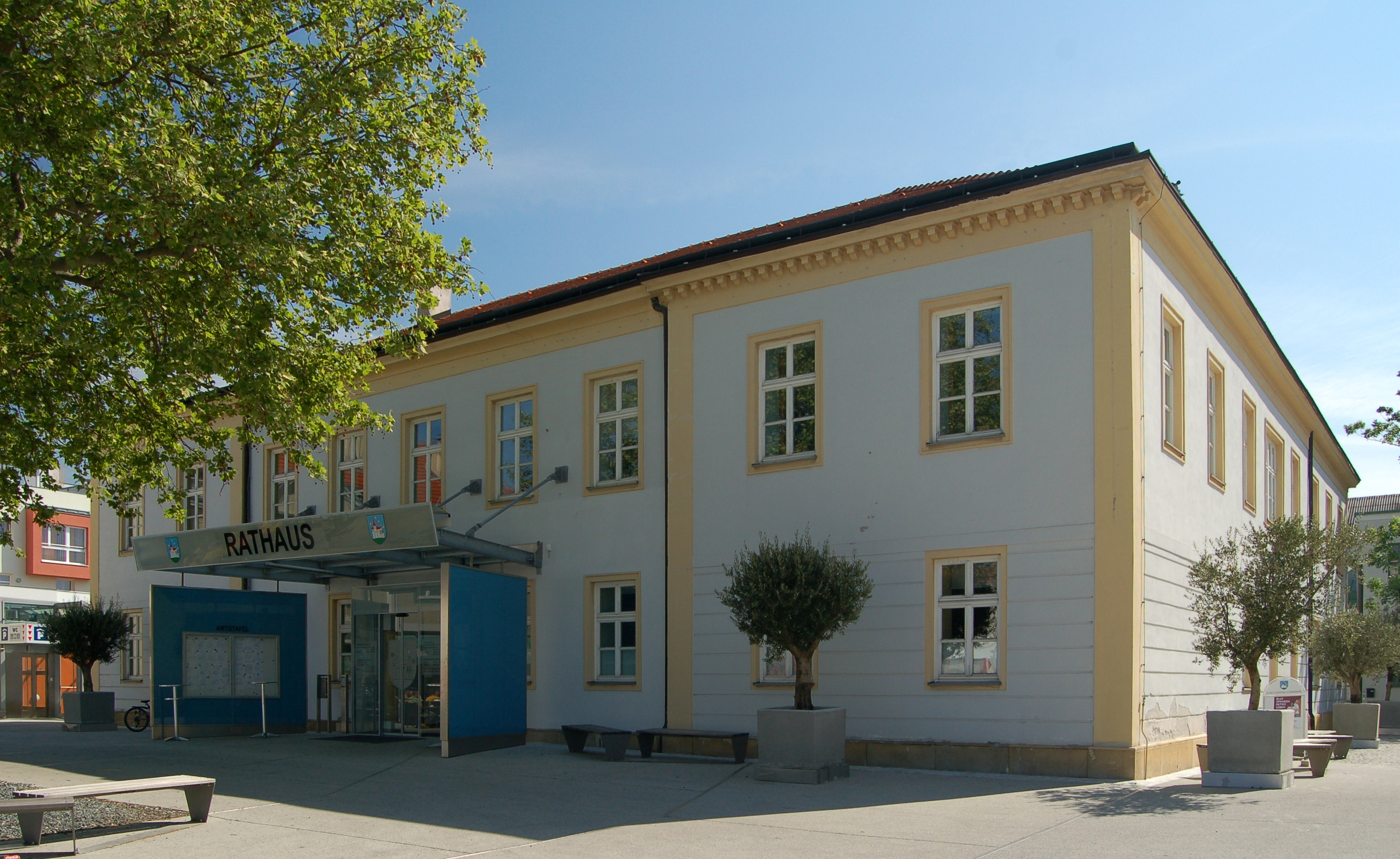
Das neue Rathaus in Leobersdorf

Hier war das Rathaus zuvor untergebracht

### Gemeinderat
Bis 2004 hatte der Gemeinderat 23, von 2005 bis 2024 bestand er aus 25 Mitgliedern. Seit 2025 hat der Gemeinderat 29 Mitglieder.
- Nach den Gemeinderatswahlen in Niederösterreich 1990 hatte der Gemeinderat folgende Verteilung: 15 SPÖ, 4 ÖVP und 4 Zukunft Leobersdorf.
- Nach den Gemeinderatswahlen in Niederösterreich 1995 hatte der Gemeinderat folgende Verteilung: 10 ZUKUNFT (Zukunft Leobersdorf Bürgermeister Bosch), 10 SPÖ und 3 ÖVP.[18]
- Nach den Gemeinderatswahlen in Niederösterreich 2000 hatte der Gemeinderat folgende Verteilung: 16 ZUKUNFT, 5 SPÖ und 2 ÖVP.[19]
- Nach den Gemeinderatswahlen in Niederösterreich 2005 hatte der Gemeinderat folgende Verteilung: 16 ZUKUNFT, 5 SPÖ, 2 ÖVP uns 2 GRÜNE.[20]
- Nach den Gemeinderatswahlen in Niederösterreich 2010 hatte der Gemeinderat folgende Verteilung: 17 LZL (Liste Zukunft Leobersdorf), 4 SPÖ, 3 ÖVP und 1 FPÖ.[21]
- Nach den Gemeinderatswahlen in Niederösterreich 2015 hatte der Gemeinderat folgende Verteilung: 15 LZL, 6 ÖVP, 3 SPÖ und 1 FPÖ.[22]
- Nach den Gemeinderatswahlen in Niederösterreich 2020 hatte der Gemeinderat folgende Verteilung: 14 LZL, 7 ÖVP, 3 SPÖ und 1 GHL (Ein grünes Herz für Leobersdorf).[23]
- Nach den Gemeinderatswahlen in Niederösterreich 2025 hat der Gemeinderat folgende Verteilung: 11 LZL (Liste Zukunft Leobersdorf), 11 JETZT (Bürgerliste Leobersdorf Jetzt), 3 L. SPÖ (SPÖ und grünes Herz Leobersdorf), 3 FPÖ, 1 VPLEO (Volkspartei Leobersdorf und Unabhängige).[24]

### Bürgermeister
- 1945: Josef Empacher
- 1945–1954: Karl Neveril
- 1954–1970: Leopold Schiffer
- 1970–1973: Adalbert Löffler
- 1973–1983: Erich Frisch
- 1983–1987: Franz Gobec
- 1988–1995: Johann Heiden (SPÖ)
- 1995–2012: Anton Bosch (LZL)
- seit 2012: Andreas Ramharter (LZL)Quelle für diese Auflistung: [25]

## Persönlichkeiten

### Ehrenbürger der Gemeinde
- Erwin Pröll (* 1946), Landeshauptmann von Niederösterreich 1992–2017

### Söhne und Töchter der Gemeinde
- Walter Eckert (1913–2001), Maler
- Wolfgang Pycha (1928–2024), Beamter und Generaldirektor der Österreichischen Bundesbahnen
- Peter Payer (* 1962), Historiker, Stadtforscher, Publizist und Museumskurator

### Mit der Gemeinde verbundene Persönlichkeiten
- Rudolf Diesel (1858–1913) baute 1897 seinen Dieselmotor, arbeitete vorübergehend in der Leobersdorfer Maschinenfabrik
- Johann Umlauff von Frankwell (1866–1932), Militärpilot und Kommandant im Ersten Weltkrieg, besaß hier ein Elektrizitätswerk
- Viktor Kaplan (1876–1934) arbeitete hier in der Zeit von 1901 bis 1903 an seiner Turbine
- Robert Häuser (1882–1927) war in Leobersdorf-Siebenhaus ansässig und war Abgeordneter zum Landtag von Niederösterreich
- Josef Eitzenberger (1905–1978) war ein bedeutender Spezialist für die Lenkung von Flugabwehrraketen und Kampfflugzeugen und verbrachte seine letzten Lebensjahre in Leobersdorf, eine Straße ist nach ihm benannt
- José Feliciano (* 1945) besitzt hier ein Haus, die José Feliciano-Promenade entlang der Triesting wurde 2018 nach ihm benannt